# Túnez en los Juegos Olímpicos
Túnez en los Juegos Olímpicos está representado por el Comité Olímpico Nacional Tunecino, creado en 1957 y reconocido por el Comité Olímpico Internacional en el mismo año.
Ha participado en dieciséis ediciones de los Juegos Olímpicos de Verano, su primera presencia tuvo lugar en Roma 1960. El país ha obtenido un total de dieciocho medallas en las ediciones de verano: seis de oro, cuatro de plata y ocho de bronce.
En los Juegos Olímpicos de Invierno Túnez no ha participado en ninguna edición.

## Medallero

### Por edición
Juegos Olímpicos de Verano
| Evento              | Oro | Plata | Bronce | Total |
| ------------------- | --- | ----- | ------ | ----- |
| Roma 1960           | 0   | 0     | 0      | 0     |
| Tokio 1964          | 0   | 1     | 1      | 2     |
| México 1968         | 1   | 0     | 1      | 2     |
| Múnich 1972         | 0   | 1     | 0      | 1     |
| Montreal 1976       | 0   | 0     | 0      | 0     |
| Moscú 1980          | –   | –     | –      | –     |
| Los Ángeles 1984    | 0   | 0     | 0      | 0     |
| Seúl 1988           | 0   | 0     | 0      | 0     |
| Barcelona 1992      | 0   | 0     | 0      | 0     |
| Atlanta 1996        | 0   | 0     | 1      | 1     |
| Sídney 2000         | 0   | 0     | 0      | 0     |
| Atenas 2004         | 0   | 0     | 0      | 0     |
| Pekín 2008          | 1   | 0     | 0      | 1     |
| Londres 2012        | 2   | 0     | 1      | 3     |
| Río de Janeiro 2016 | 0   | 0     | 3      | 3     |
| Tokio 2020          | 1   | 1     | 0      | 2     |
| París 2024          | 1   | 1     | 1      | 3     |
| TOTAL               | 6   | 4     | 8      | 18    |

### Por deporte
Deportes de verano
| Evento    | Oro | Plata | Bronce | Total |
| --------- | --- | ----- | ------ | ----- |
| Atletismo | 2   | 2     | 1      | 5     |
| Boxeo     | 0   | 0     | 2      | 2     |
| Esgrima   | 0   | 1     | 1      | 2     |
| Lucha     | 0   | 0     | 1      | 1     |
| Natación  | 3   | 0     | 1      | 4     |
| Taekwondo | 1   | 1     | 2      | 4     |
| TOTAL     | 6   | 4     | 8      | 18    |